# كمك السفلي (تشهار دولي)
کمك السفلی (بالفارسية: کمک سفلی) هي قرية تقع في إيران في Chaharduli Rural District. يقدر عدد سكانها بـ 914 نسمة بحسب إحصاء 2016.